# Hahnwiesenbach
Der Hahnwiesenbach, im Oberlauf unter dem Abschnittsnamen Mörsbach bekannt, ist ein etwas übwe 12 Kilometer langer Zufluss des Apfelbachs im Landkreis Darmstadt-Dieburg und im Norden von Darmstadt.

## Geographie

### Verlauf
Der Hahnwiesenbach entsteht als Mörsbach am Waldrand im Nordosten von Messel durch den Zusammenfluss von mehreren kleinen Bächen sowie des Zinkenteich-Ablaufs. Der Bach fließt in westliche Richtung und ist in der Ortslage Messel teilweise unterirdisch kanalisiert. Sodann durchquert er das Naturschutzgebiet Mörsbacher Grund. Danach, noch im Mörsbacher Grund, wechselt der Gewässername zu Hahnwiesenbach. Zwischen Egelsbach und Darmstadt-Wixhausen unterquert er die Bundesstraße 3, gut 1000 Meter weiter zwischen Erzhausen und Wixhausen die Bahnstrecke Frankfurt am Main–Heidelberg und kurz vor der Mündung südwestlich von Erzhausen die Bundesautobahn 5. Der Hahnwiesenbach mündet nördlich des Steinrodsees von rechts und Osten in den Apfelbach.

Der Hahnwiesenbach
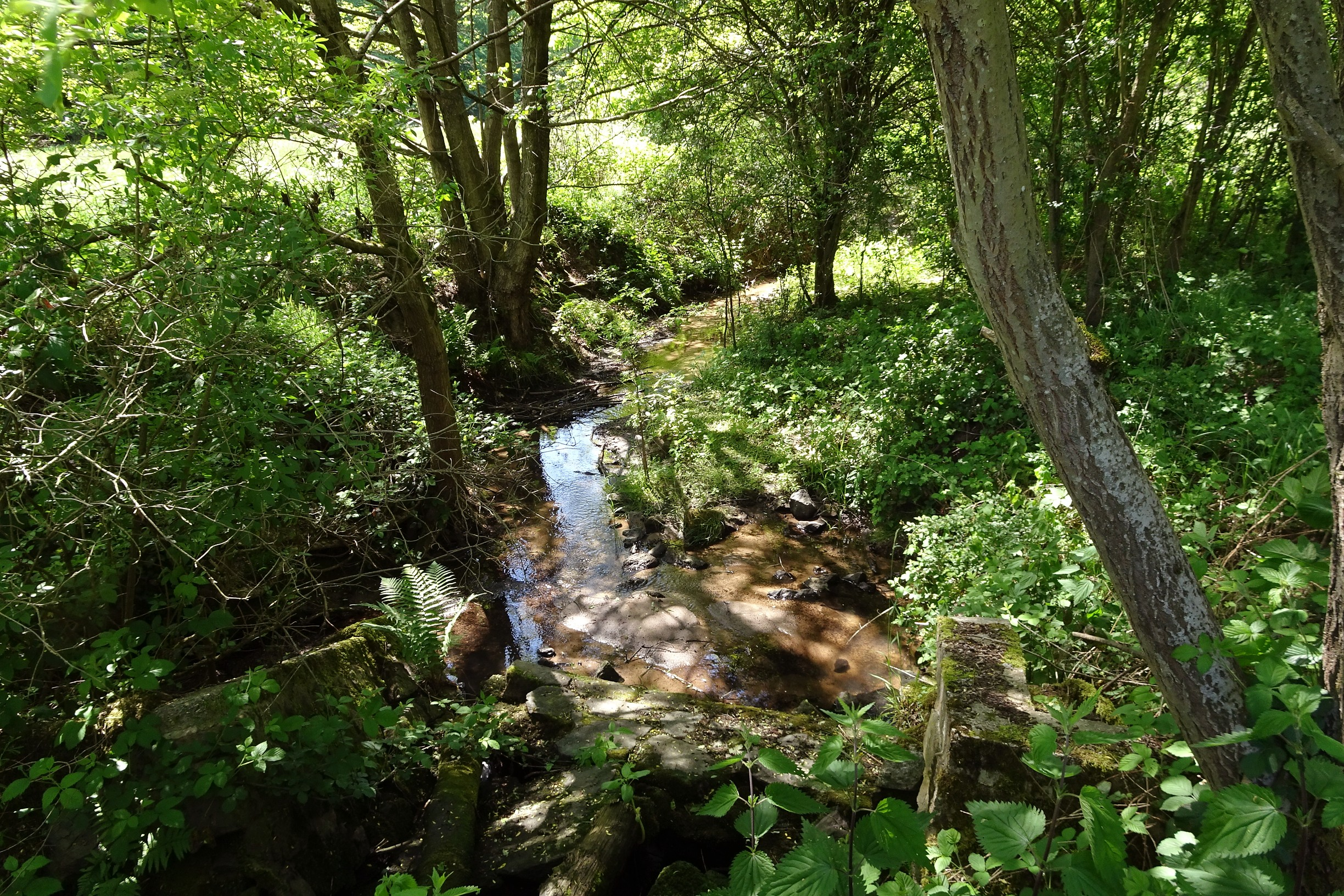
… im Mörsbacher Grund (2021)
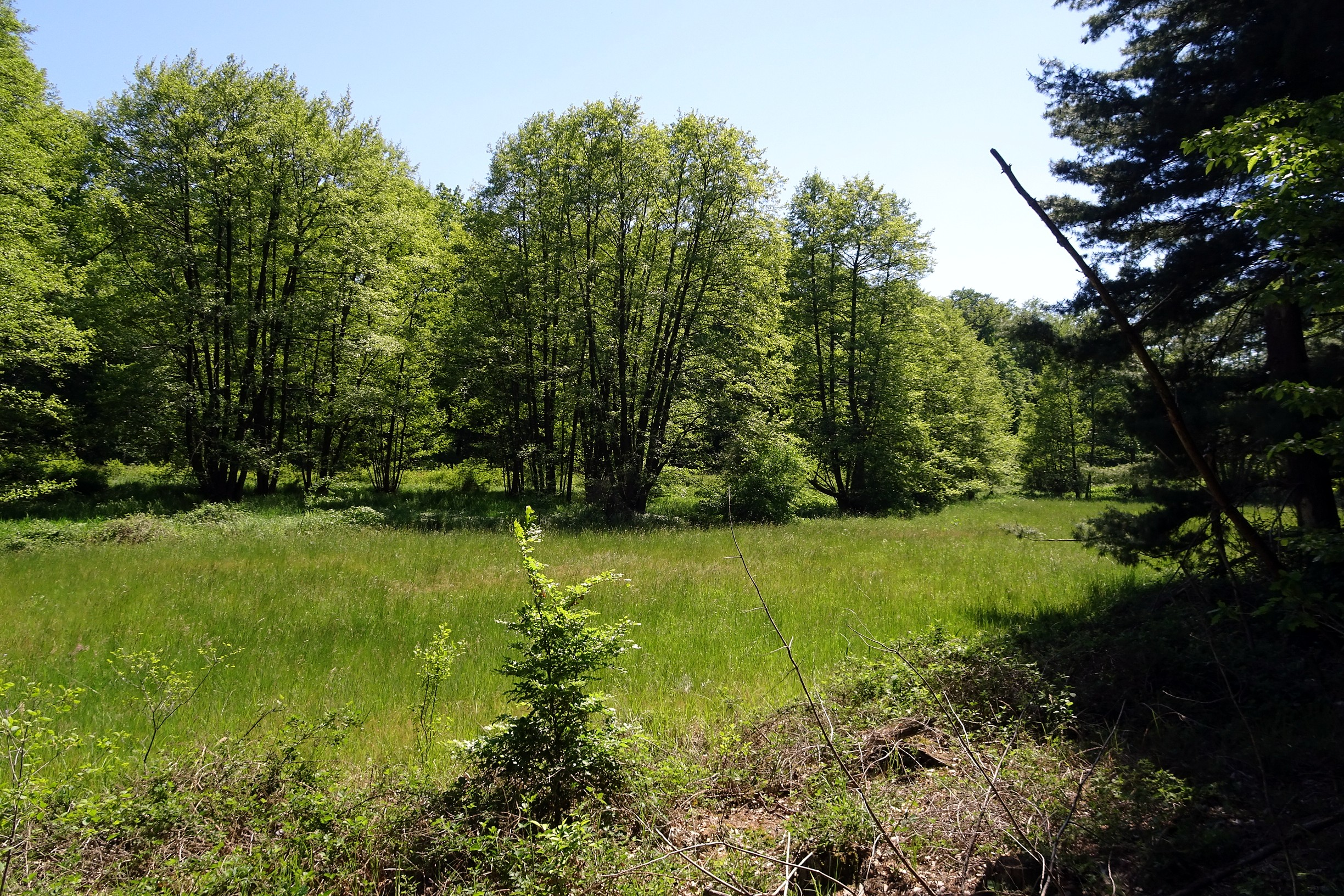
… mit Galeriewald im Mörsbacher Grund (2021)

### Einzugsgebiet
Das 14,14 km² große Einzugsgebiet des Eisbaches liegt im Messeler Hügelland und der  Untermainebene. Es wird über den Apfelbach, den Hegbach, den Schwarzbach, den Ginsheimer Altrhein  und den Rhein zur Nordsee entwässert.
Es grenzt
- im Osten an das der Gersprenz, die in den Main mündet
- im Süden an das des Mühlbaches, einem Zufluss des Schwarzbachs
- im Nordwesten an das des Bachs von Erzhausen, einem Zufluss des Hegbachs
- und im Norden an das des Hegbachs selbst.

Die höchste Erhebung ist die Messeler Höhe mit 195 m ü. NHN im Nordosten des Einzugsgebietes.

### Zuflüsse
Der Hahnwiesenbach wird von mehreren kleinen Bächen und Entwässerungsgräben wie dem Wildgraben gespeist.

## Natur und Umwelt

### Fischteich
Am Südrand von Erzhausen, im Waldgewann Sensfelder Hardt, befindet sich ein Fischteich (49° 56′ 40,4″ N, 8° 37′ 37,4″ O), der durch einen Überlauf mit dem Hahnwiesenbach verbunden ist.
Der Teich ist ca. 45 m lang und ca. 25 m breit.